# Алва Мирдал
Алва Мирдал (швед. Alva Myrdal, рођена Reimer; Упсала, 31. јануар 1902 — 1. фебруар 1986) је шведски социолог и политичар. Нобелова награда за мир додељена јој је 1982. године. Удала се за супруга Гунар Мирдал 1924. године.

## Биографија
Рођена је у граду Упсала, држава Шведска. Њени први јавни наступи датирају из тридесетих година 20. века.
Она је била међу пионирима који су учествовали у постављању темеља високог шведског стандарда, тј. креирању тзв. државе благостања welfare state. Као коаутор, учествовала је у настанку књиге
Crisis in the Population Question (швед. Kris i befolkningsfrågan) са супругом Гунар Мирдал 1934. године.
Основна претпоставка идеје изражене у делу Crisis in the Population Question је да се пронађу друштвене реформе нужне за слободу личности (нарочито жена) истовремено охрабрујући рађање деце. Са архитектом Свен Маркелиус је дизајнирала кооперацију у Стокхолму  Колективно кућа  1937. године са намером да се развија више права у домовини за жене.
Родила је троје деце Jan Myrdal, Sissela Bok и Kaj Fölster.
Умрла је један дан након 84. рођендана.

## Научна и политичка каријера
Дуго година је била члан СДП-а (Шведска социјалдемократска партија).
Касних 40тих година 20. века гради међународну политичку каријеру учествујући у разним телима Уједињених нација
(Организација уједињених нација), јер је именована за шефа одсека за социјалну политику 1949. године.
Од 1950 до 1955 председава Унеско-вим одељењем за друштвене науке. Дакле, она је прва жена која је била на такво високој позицији у Уједињеним нацијама. Током 1955−1956. она је као шведски изасланик боравила у Њу Делхи-ју у Индији, Рангун- Бурма (Mјанмар) и Коломбо- Цејлон (Шри Ланка).
Године 1962. Мирдал је изабрана за посланика у шведском парламенту.
Исте године године је послата као шведски изасланик на УН конференцију о разоружању у Женеви. На тој позиције са задржала све до 1973.
Учествовала је у стварању Међународног института за истраживање мира у Стокхолму Stockholm International Peace Research Institute, поставши први председник управног одбора 1966. године.
Исте године је именована и као консултант у Кабинету министра за разоружање. На тој позицији је остала до 1973. године.
Као гласна присталица разоружања, Мирдал је добила Нобелову награду за мирНобелова награда за мир 1982. заједно са Alfonso Garcia Robles.
Године 1983. Мирдал је ефективно окончала усијале контроверзе око будућности музичке школе Adolf Fredrik's Music School, "The AF-fight" (Swedish: AF-striden).